# Communauté de communes de Charente Limousine
Die Communauté de communes de Charente Limousine ist ein französischer Gemeindeverband mit der Rechtsform einer Communauté de communes im Département Charente in der Region Nouvelle-Aquitaine. Sie wurde am 20. Dezember 2016 gegründet und umfasst 58 Gemeinden (Stand: 1. Januar 2019). Der Verwaltungssitz befindet sich im Ort Confolens.

## Historische Entwicklung
Der Gemeindeverband entstand mit Wirkung vom 1. Januar 2017 durch die Fusion der Vorgängerorganisationen
- Communauté de communes du Confolentais und
- Communauté de communes de Haute-Charente.

Zum 1. Januar 2019 bildeten die ehemaligen Gemeinden Roumazières-Loubert, Genouillac, Mazières, La Péruse und Suris die Commune nouvelle Terres-de-Haute-Charente. Dadurch verringerte sich die Anzahl der Mitgliedsgemeinden auf 58.

## Mitgliedsgemeinden
| Gemeinde                                     | Einwohner 1. Januar 2022 | Fläche km² | Dichte Einw./km² | Code INSEE | Postleitzahl |
| -------------------------------------------- | ------------------------ | ---------- | ---------------- | ---------- | ------------ |
| Abzac                                        | 513                      | 33,35      | 15               | 16001      | 16500        |
| Alloue                                       | 481                      | 46,54      | 10               | 16007      | 16490        |
| Ambernac                                     | 377                      | 30,05      | 13               | 16009      | 16490        |
| Ansac-sur-Vienne                             | 816                      | 30,79      | 27               | 16016      | 16500        |
| Beaulieu-sur-Sonnette                        | 222                      | 10,29      | 22               | 16035      | 16450        |
| Benest                                       | 307                      | 21,10      | 15               | 16038      | 16350        |
| Brigueuil                                    | 1.101                    | 47,07      | 23               | 16064      | 16420        |
| Brillac                                      | 607                      | 42,41      | 14               | 16065      | 16500        |
| Chabanais                                    | 1.564                    | 15,01      | 104              | 16070      | 16150        |
| Chabrac                                      | 614                      | 22,40      | 27               | 16071      | 16150        |
| Champagne-Mouton                             | 877                      | 22,59      | 39               | 16076      | 16350        |
| Chasseneuil-sur-Bonnieure                    | 3.103                    | 33,34      | 93               | 16085      | 16260        |
| Chassenon                                    | 843                      | 23,48      | 36               | 16086      | 16150        |
| Chassiecq                                    | 148                      | 13,06      | 11               | 16087      | 16350        |
| Cherves-Châtelars                            | 416                      | 30,68      | 14               | 16096      | 16310        |
| Chirac                                       | 779                      | 34,33      | 23               | 16100      | 16150        |
| Confolens                                    | 2.726                    | 23,63      | 115              | 16106      | 16500        |
| Épenède                                      | 191                      | 15,62      | 12               | 16128      | 16490        |
| Esse                                         | 509                      | 30,37      | 17               | 16131      | 16500        |
| Étagnac                                      | 987                      | 29,23      | 34               | 16132      | 16150        |
| Exideuil-sur-Vienne                          | 1.028                    | 20,56      | 50               | 16134      | 16150        |
| Hiesse                                       | 238                      | 24,75      | 10               | 16164      | 16490        |
| Le Bouchage                                  | 177                      | 16,43      | 11               | 16054      | 16350        |
| Le Grand-Madieu                              | 154                      | 8,40       | 18               | 16157      | 16450        |
| Le Lindois                                   | 339                      | 17,95      | 19               | 16188      | 16310        |
| Le Vieux-Cérier                              | 131                      | 9,65       | 14               | 16403      | 16350        |
| Les Pins                                     | 501                      | 21,06      | 24               | 16261      | 16260        |
| Lésignac-Durand                              | 169                      | 19,74      | 9                | 16183      | 16310        |
| Lessac                                       | 534                      | 34,14      | 16               | 16181      | 16500        |
| Lesterps                                     | 440                      | 36,03      | 12               | 16182      | 16420        |
| Lussac                                       | 293                      | 11,70      | 25               | 16195      | 16450        |
| Manot                                        | 548                      | 20,34      | 27               | 16205      | 16500        |
| Massignac                                    | 368                      | 23,93      | 15               | 16212      | 16310        |
| Mazerolles                                   | 305                      | 17,45      | 17               | 16213      | 16310        |
| Montembœuf                                   | 659                      | 16,05      | 41               | 16225      | 16310        |
| Montrollet                                   | 332                      | 22,22      | 15               | 16231      | 16420        |
| Mouzon                                       | 140                      | 10,62      | 13               | 16239      | 16310        |
| Nieuil                                       | 889                      | 23,90      | 37               | 16245      | 16270        |
| Oradour-Fanais                               | 341                      | 26,41      | 13               | 16249      | 16500        |
| Parzac                                       | 141                      | 11,38      | 12               | 16255      | 16450        |
| Pleuville                                    | 314                      | 33,63      | 9                | 16264      | 16490        |
| Pressignac                                   | 379                      | 28,15      | 13               | 16270      | 16150        |
| Roussines                                    | 298                      | 16,08      | 19               | 16289      | 16310        |
| Saint-Christophe                             | 323                      | 23,65      | 14               | 16306      | 16420        |
| Saint-Claud                                  | 1.033                    | 26,75      | 39               | 16308      | 16450        |
| Saint-Coutant                                | 212                      | 19,40      | 11               | 16310      | 16350        |
| Saint-Laurent-de-Céris                       | 726                      | 29,89      | 24               | 16329      | 16450        |
| Saint-Mary                                   | 350                      | 21,86      | 16               | 16336      | 16260        |
| Saint-Maurice-des-Lions                      | 896                      | 50,08      | 18               | 16337      | 16500        |
| Saint-Quentin-sur-Charente                   | 202                      | 14,39      | 14               | 16345      | 16150        |
| Saulgond                                     | 531                      | 27,36      | 19               | 16363      | 16420        |
| Sauvagnac                                    | 68                       | 7,24       | 9                | 16364      | 16310        |
| Suaux                                        | 380                      | 11,93      | 32               | 16375      | 16260        |
| Terres-de-Haute-Charente                     | 3.790                    | 86,65      | 44               | 16192      | 16270        |
| Turgon                                       | 81                       | 7,26       | 11               | 16389      | 16350        |
| Verneuil                                     | 94                       | 7,70       | 12               | 16398      | 16310        |
| Vieux-Ruffec                                 | 108                      | 12,75      | 8                | 16404      | 16350        |
| Vitrac-Saint-Vincent                         | 494                      | 22,07      | 22               | 16416      | 16310        |
| Communauté de communes de Charente Limousine | 35.187                   | 1.394,89   | 25               | –          | –            |